# Szuwajhat al-Lahib
Szuwajhat al-Lahib (arab. شويحة اللهيب) – wieś w Syrii, w muhafazie Aleppo, w dystrykcie Dżabal Siman. W 2004 roku liczyła 295 mieszkańców.